# Wadada Leo Smith
Wadada Leo Smith (* 18. prosince 1941) je americký avantgardní jazzový trumpetista a hudební skladatel. Narodil se ve městě Leland ve státě Mississippi a předtím, než začal hrát na trubku, hrál na několik dalších nástrojů (bicí, melafon, lesní roh). Na počátku své kariéry hrál R&B a během služby v armádě hrál ve vojenské kapele. Koncem šedesátých let začal spolupracovat s jazzovými hudebníky. V sedmdesátých letech studoval etnomuzikologii na Wesleyan University a často spolupracoval s Anthonym Braxtonem. Během své kariéry vydal řadu vlastních nahrávek a spolupracoval s mnoha dalšími hudebníky, mezi které patří například Henry Kaiser, John Zorn a Muhal Richard Abrams. V roce 2013 byl nominován na Pulitzerovu cenu.